# Лобжин Олександр Володимирович
Олекса́ндр Володи́мирович Лобжин (28 травня 1990-25 серпня 2014) — лейтенант Збройних сил України, учасник російсько-української війни.

## Короткий життєпис
Народився 1990 року в селі Перемога (Козятинський район, Вінницька область); виріс в родині учителів. Закінчив військову кафедру Житомирського політехнічного університету.
Призваний за мобілізацією 3 квітня 2014 року. Зв'язківець, командир взводу, 51-а окрема механізована бригада. Загинув від вогнепального поранення під час боїв в районі Старобешеве — Дзеркальне Донецької області. Тоді ж загинули Ігор Пугач та Валерій Янчук. Перебував у списках полонених.
Був вивезений з району Іловайського із тілами інших шести загиблих бійців 51-ї бригади. Ідентифікований за експертизою ДНК серед похованих під Дніпропетровськом невідомих героїв АТО.
2 квітня 2016 року Олександра з почестями перепоховали у рідному селі.
Без сина лишилися батьки.

## Нагороди та вшанування
- Указом Президента України від 23 серпня 2018 року № 239/2018, за особисту мужність і самовіддані дії, виявлені у захисті державного суверенітету та територіальної цілісності України, нагороджений орденом Богдана Хмельницького III ступеня (посмертно)[1].
- Його портрет розміщений на меморіалі «Стіна пам'яті полеглих за Україну» у Києві: секція 3, ряд 10, місце 3
- Вшановується 25 серпня на щоденному ранковому церемоніалі вшанування українських захисників, які загинули цього дня у різні роки внаслідок російської збройної агресії[2]
- нагороджений відзнакою Козятинської міської ради «За героїзм та патріотизм» (посмертно; розпорядження голови Козятинської міської ради від 9 серпня 2016 року № 574-р)
- нагороджений нагрудним знаком «За заслуги перед Козятинщиною» (посмертно; рішення Козятинської районної ради від 30 березня 2018 року)
- вулицю Шкільну у селі Перемога перейменовано на вулицю Олександра Лобжина (рішення 5-ї сесії 7 скликання Переможнянської сільської ради від 18 липня 2016 року)
- Почесний громадянин міста Козятин (2017; посмертно)